# Hanspeter Luterbacher
Hanspeter Luterbacher (* 8. Januar 1938 in Basel; † 17. November 2021 in Barcelona) war ein Schweizer Paläontologe.

## Leben
Hanspeter Luterbacher studierte an der Universität Basel und promovierte 1964 zum Dr. rer. nat. bei Manfred Reichel. Er war Research Geologist der Esso Production Research European Laboratories in Règles bei Bordeaux. Von 1977 bis zur Emeritierung 2003 lehrte er als Professor für Mikropaläontologie im Fachbereich Geowissenschaften an der Universität Tübingen.